# بطولة الأمم الخمس 1959
بطولة الأمم الخمسة 1959 (بالإنجليزية: 1959 Five Nations Championship)‏ هو الموسم 65 من  بطولة الأمم الخمسة. كان عدد الأندية المشاركة فيه  5، وفاز فيه منتخب فرنسا الوطني لاتحاد الرغبي.